# Володимир Болгарський
Володи́мир Болга́рський (болг. Владимир Расате) — князь Болгарії (889–893).

## Біографія
Старший син Бориса I та Марії. 
Брав участь у болгарсько-сербській війні 870 року . 
Став правителем Болгарії, коли його батько Борис I вирішив піти до монастиря після 36-річного правління. Згідно з одними джерелами, причина цього рішення була винятково релігійна, згідно з іншими — хвороба князя. 
Володимир не був такий популярний, як його батько. У 892 році він підписав договір з німецьким королем Арнулфом Каринтійским проти Великоморавії, і побічно — проти Візантії. Це був серйозний відступ від попередньої провізантійської політики князя Бориса I .
Серед інших непопулярних актів була спроба відновити язичництво в країні і заборонити християнство. В останній рік свого правління Володимир почав гоніння проти християн — розорення храмів у столиці, насилля над християнами та священиками. Ці дії привели до широкого невдоволення серед болярства. 
У 893 році Борис повернувся з монастиря і прийняв ненадовго правління на себе. Він наказав схопити сина, засліпити й кинути до темниці. Після того Борис призначив свого молодшого сина Симеона новим князем. Також він переніс столицю з Пліски, в якій були живі язичницькі традиції, до нового міста Преслав . 
Припускають, що Володимира було вбито через 4 роки після відсторонення від влади .